# 뉴턴주의
뉴턴주의란 아이작 뉴턴 이후에 뉴턴의 과학적 방법론과 목적론을 따르려는 18세기 유럽 과학의 경향을 말한다.
1687년 뉴턴은 프린키피아를 출판했다. 뉴턴은 이 책에서 만유인력이라는 힘과 운동법칙을 토대로 수학적 방법을 이용하여 자연의 운동을 기술했다. 이 책은 고대 이래 분리되어 생각되어 왔던 지상의 운동과 천체의 운동을 종합했으며, 수학적 방법과 과학적 방법을 종합했다는 데에서 대단한 과학사적 성공을 거두었다. 뉴턴의 위대한 성공에 힘입어, 이후에도 이러한 노력이 계속되었다. 이는 수학과 물리학 분야만이 아니라 화학, 생물학 등 자연과학의 전범위에 걸쳐 이루어졌으며, 무엇보다 우주가 이성적이고 필연적인 법칙에 의해 지배되며, 인간의 능력으로 이를 파악할 수 있다는 그의 철학은 계몽주의의 발전에 큰 영향을 미쳤다.

## 뉴턴과학의 방법
뉴턴과학의 방법은 “나는 가설을 설정하지 않는다.”라는 프린키피아의 유명한 구절로 대표된다. 뉴턴은 가설을 실험이나 관측에 의해 경험적으로 검증할 수 없는 설명이라 하여, 이를 배격했다. 따라서 자연과학에 있어서 근원적 메커니즘이나 힘에 대한 가설을 설정하지 않고 그저 현상을 정확하게 기술하기 위해 노력했으며 미시적 차원의 현상에 대한 관념적, 이성적 고찰보다는 거시적 차원의 현상에 대한 경험적 기술에 치중했다. 예를 들어 1704년 발표된 뉴턴의 또 다른 대작 광학에서 뉴턴은 색에 관해 거시적 차원의 현상에 대해서만 설명하고 있다. 빛을 입자라고 설명하면서도 빛 입자의 구체적 운동과 작용에 대해서는 설명하지 않았던 것이다. 이는 빛이 통과하는 공간의 물질입자의 회전속도 차이에 따라 색이 다르게 나타나는 것으로 설명했던 데카르트와는 크게 대조된다.

## 뉴턴과학의 목적
뉴턴과학의 목적은 광학의 끝 부분에 포함된 ‘질문들(Queries)’에서 잘 나타난다. 뉴턴은 자신이 상정한 만유인력처럼 전기, 자기, 열, 화학 현상 등 각각의 현상에 대응되는 고유한 ‘힘’들이 있을 것이라 생각했다. 또한 그것들의 수학적 형태를 찾아내면, 이 모든 현상들을 수학적으로 기술할 수 있을 것이라 기대했다. 이러한 가상의 힘에 대한 상상, 이의 수학적 기술은 뉴턴과학의 주된 목적으로 후에 큰 영향을 미쳤다.

## 뉴턴과학의 영향

### 화학
뉴턴의 방법을 따르려는 경향은 질문들 31번에서 언급된 화학현상의 설명에서 강하게 나타났다. 18세기의 많은 화학자들은 서로 다른 물질 사이의 화학결합의 차이를 화학적 친화도의 차이로 설명할 수 있다고 생각했다. 또한, 이 친화도가 화학물질들 사이의 근거리 인력의 세기를 나타낸다고 생각했다. 따라서 이들은 이러한 화학적 힘을 중력처럼 수학적으로 표현하려고 했으며, 화학현상을 수학적으로 설명하고자 노력했다. 하지만 이러한 18세기 화학의 시도는 결과적으로 성공하지 못했다.

### 전기역학
전기분야에서 이와 비슷한 시도는 성공으로 이어졌다. 쿨롱은 전하를 띤 물체들 사이에 작용하는 힘인 전기력을 찾아냈다. 쿨롱이 금속공과 비틀림 저울을 이용하여 수행한 실험 결과에 의하면, 두 전하 사이에 작용하는 힘은 두 전하의 크기의 곱에 비례하고 거리의 제곱에 반비례했다.(쿨롱의 법칙) 쿨롱은 이를 바탕으로 전기현상을 수학적으로 훌륭하게 기술해 내었다.

### 열역학
열역학에서도 무게 없는 입자를 가정하여 그것들의 작용을 통해 열과 연소현상을 설명하려는 시도가 이어졌다. 이러한 시도들은 비교적 성공적이지 못했지만 19세기 초까지 계속되었다. 뉴턴주의를 적용하려는 노력은 물리나 화학 분야에만 국한되지 않았다. 생명현상을 다루는 생명과학, 사회현상을 다루는 사회과학에도 이들 현상에 기본이 되는 힘이나 작용을 얻어 내고, 그로부터 현상을 설명하려는 뉴턴과학의 방법을 적용하려는 시도가 이루어졌다.
1. ↑  김영식, 임경순 (2007년 3월). 《과학사신론》. 다산출판사. 150쪽쪽. ISBN 8971103345.

## 뉴턴과학의 한계와 의의
18세기에 이처럼 널리 유행한 뉴턴과학은 하나의 뚜렷한 경향을 나타내지는 않는다. 사실 뉴턴을 표방하고 행해진 과학분야들은 서로 아주 다른 두 가지 경향을 보인다. 한편으로는 아주 정확하고 수학적이며 기계적인 연구들이 있는 반면, 다른 한편으로는 경험적이고 상상적인 ‘힘’들을 포함하는 사색들이 발견되는 것이다. 이들 중 전자는 프린키피아의 영향을, 후자는 광학의 영향을 주로 보여주는데, 이 두 가지 경향은 뉴턴에 의해서 완전히 하나로 융합되지 못했고, 18세기 뉴턴의 추종자들은 시기나 문제, 분야에 따라 그때그때 적합한 경향을 취했다. 따라서 18세기를 통해서 여러 가지 공상적인 인력과 반발력을 가정한 공론과 사색, 추측이 많이 있었지만 다른 한편으로는, 특히 프랑스에서 뉴턴역학이 받아들여지기 시작한 1730년경부터는 해석학의 방법에 바탕을 둔 뉴턴역학의 수학적 체계화도 이루어지고 있었던 것이다.
뉴턴과학은 같은 과학의 내용이나 방법상의 구체적 경향 못지않게 과학에 대한 하나의 이미지를 나타내 주었다는 점에서도 중요한 의의를 지닌다. 서로 분리된 채 존재하던 자연세계에 대한 지식의 여러 분야들이 이제는 단일한 방법, 단일한 관점으로 접근할 수 있는 ‘과학’이라는 단일한 분야가 된 것이다. 그리고 그러한 새로운 ‘과학’이라는 분야가 그 분야 자체의 문제해결에 크게 성공을 거두었고 다른 분야의 문제해결에 본보기를 제시해 주었다는 점에서, 문화 전반과 사회에서 과학의 중요성에 대한 인식이 크게 증가하게 되었다. 그동안 사회와 문화의 여러 분야들의 변두리에서 보잘것없이 존재하던 자연세계에 대한 여러 형태의 지식들이, 이제는 뉴턴과학이라는 가치래 하나의 단일한 분야가 된 것이다. 현대사회에서 막대한 중요성을 차지하게 된 과학의 단일화된 이미지는 이렇게 형성되었다.